# Tótvárad
Tótvárad (románul Vărădia de Mureș) falu Romániában, Arad megyében.

## Fekvése
Soborsintól 7 km-re nyugatra, a Maros jobb partján fekszik. Szád és Váradalja (helyenként Váradja) községek összeolvadásából keletkezett. 

## Története
Várát, amit az első források hol Szádia, hol Váradja néven említenek, a 15. században a Garaiak építették. 1551-ben elfoglalta a török, 1595-ben erdélyi hadak foglalták vissza, de 1614-ben Bethlen Gábor átadta a töröknek, akik helyreállították. 1693-ban szabadult fel, egy ideig járási székhely volt. 1709-ben a császáriak felrobbantották. Alapfalai a falu feletti Várhegyen még láthatók.
A falunak 1910-ben 1103, többségben román lakosa volt, jelentős magyar kisebbséggel. A trianoni békeszerződésig Arad vármegye Máriaradnai járásához tartozott. 
1992-ben társközségeivel együtt 2279 lakosából 2261 román, 11 magyar, 3 német volt.
A 2002-es népszámláláskor 721 lakosa közül 705 fő (97,8%) román, 12 fő (1,7%) ukrán, 4 (0,6%) magyar nemzetiségű volt.